# Comuna Serhiivka, Bilopillea
Serhiivka (în ucraineană Сергіївка) este o comună în raionul Bilopillea, regiunea Sumî, Ucraina, formată din satele Hannivske, Hezivka, Mîkolaiivka-Ternivska și Serhiivka (reședința).

## Demografie
Componența lingvistică a comunei Serhiivka
     Ucraineană (97,6%)
     Rusă (1,96%)
     Alte limbi (0,22%)
Conform recensământului din 2001, majoritatea populației comunei Serhiivka era vorbitoare de ucraineană (97,6%), existând în minoritate și vorbitori de rusă (1,96%).